# Dolichopus calainus
Dolichopus calainus är en tvåvingeart som beskrevs av Axel Leonard Melander och Charles Thomas Brues 1900. Dolichopus calainus ingår i släktet Dolichopus och familjen styltflugor.
Artens utbredningsområde är Maine. Inga underarter finns listade i Catalogue of Life.